# Donkey Kong Country 3: Dixie Kong's Double Trouble!
Donkey Kong Country 3: Dixie Kong's Double Trouble! släpptes 1996 och utvecklades av Rare. Spelet bygger vidare på historien om Donkey Kong och hans vänner från de tidigare spelen Donkey Kong Country och Donkey Kong Country 2: Diddy's Kong Quest. I spelet kontrollerar man antingen Dixie Kong eller den nya figuren Kiddy Kong genom spelets alla världar för att rädda Donkey Kong och Diddy Kong.
Spelet är ett traditionellt plattformsspel. Det som skilde spelet från mängden var grafiken och ljudet.
1. ↑  Internet Movie Database, IMDb-ID: tt0242420co0047972.[källa från Wikidata]